# Crionics
Crionics – polska grupa wykonująca muzykę z pogranicza black i death metalu. Powstała w 1997 roku w Krakowie z inicjatywy gitarzysty i wokalisty Michała „Warana” Skotnicznego, gitarzysty Dariusza Stycznia, basisty Marka „Marcotica” Kowalskiego oraz perkusisty Macieja „Carola” Zięby. Do 2007 roku grupa wydała trzy albumy studyjne pozytywnie oceniane przez krytyków muzycznych i publiczność.
Od 2012 roku brak jest doniesień o działalności zespołu.

## Muzycy
| Ostatni skład zespołu - Przemysław „Quazarre” Olbryt – śpiew, gitara (2008-2012) - Dariusz „Yanuary” Styczeń – gitara, gitara basowa (1997-1999; sesyjnie, 2002-2007; 2007-2012) - Rafał „Brovar” Brauer – gitara basowa (2008-2012) - Wacław „Vac-v” Borowiec – keyboard (1999-2012) - Paweł „Paul” Jaroszewicz – perkusja (sesyjnie, 2007; 2008-2012) Muzycy koncertowi - Konrad „Destroyer” Ramotowski – gitara basowa (2004-2007) - Filip „Heinrich” Hałucha – gitara basowa (2007) - Jakub „Jackobh” Czekierda – gitara basowa (2010) - Dariusz „Daray” Brzozowski – perkusja (2005) - Łukasz „Lucass” Krzesiewicz – perkusja (2010) - James Stewart – perkusja (2010) |  | Byli członkowie zespołu - Michał „Waran” Skotniczny – gitara, śpiew (1997-2008) - Bartosz „Bielmo” Bielewicz – gitara (1999-2001) - Maciej „Carol” Zięba – perkusja (1997-2001) - Maciej „Darkside” Kowalski – perkusja (2001-2008) - Marek „Marcotic” Kowalski – gitara basowa (1997-2004) |

## Historia

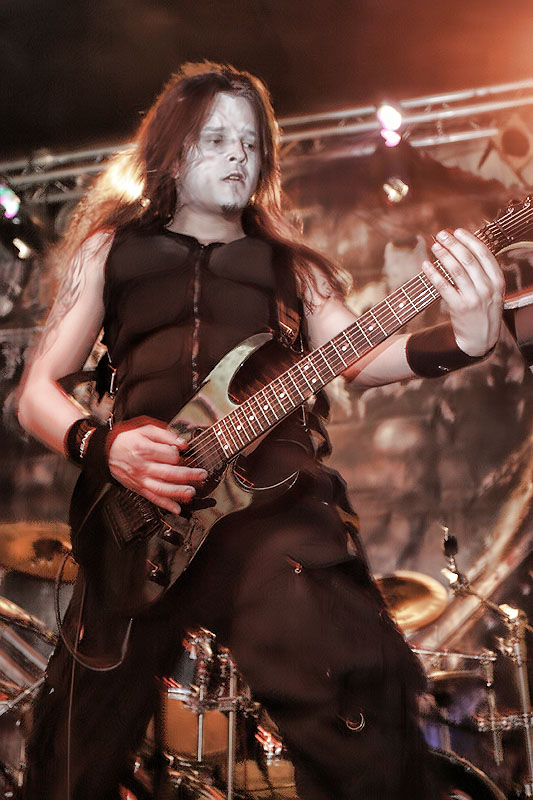
Dariusz „Yanuary” Styczeń podczas koncertu we wrocławskim klubie Madness 20 kwietnia 2010

Zespół powstał w 1997 roku w Krakowie z inicjatywy gitarzysty i wokalisty Michała „Warana” Skotnicznego, gitarzysty Dariusza Stycznia, basisty Marka „Marcotica” Kowalskiego oraz perkusisty Macieja „Carola” Zięby. Niedługo potem muzycy zarejestrowali materiał demo pt. Demo '98. Rok później do grupy dołączył klawiszowiec Wacław „Vac-v” Borowiec. W drugiej połowie 1999 roku z grupy odszedł Styczeń, którego zastąpił Bartosz „Bielmo” Bielewicz. W nowym składzie zespół nagrał demo pt. Beyond the Blazing Horizon, które w formie minialbumu zostało wydane w 2000 roku dzięki białostockiej wytwórni płytowej Demonic Records. Pod koniec 2000 roku zespół opuścił perkusista Zięba, po kilku miesiącach poszukiwań jego miejsce zajął Maciej „Darkside” Kowalski.
W sierpniu 2001 roku z grupy odszedł gitarzysta Bielewicz. W 2002 roku w białostockim Hertz Studio grupa przystąpiła do prac nad pierwszym albumem studyjnym pt. Human Error: Ways To Selfdestruction. Album ukazał się 25 listopada 2002 roku dzięki Empire Records wraz z szóstym numerem magazynu Thrash'em All.  W ramach promocji grupa odbyła trasę koncertową w ramach „Here and Beyond Polish Tour” wraz z grupami Behemoth, Darkane oraz Frontside, podczas występów grupę wspierał były gitarzysta Dariusz „Yanuary” Styczeń występujący również w grupie Thy Disease. Ostatnim etapem promocji był koncerty w ramach festiwali Metalmania, Hell Fest i Metal Inferno Fest w 2003 roku. Debiut zespołu zajął czwarte miejsce w plebiscycie czasopisma Metal Hammer. Pod koniec roku grupa podpisała kontrakt płytowy z angielską wytwórnią Candlelight Records, która zobowiązała się wydawać albumy grupy na świecie.
Światowa premiera debiutanckiego albumy grupy nastąpiła 25 marca 2004 roku. Muzycy w międzyczasie pracowali nad realizacją drugiego albumu pt. Armageddon’s Evolution. W lipcu w krakowskim Lynx Studio nagrano ślady gitar, natomiast pozostałą część nagrań zrealizowano w białostockim Hertz Studio. W czasie sesji z grupy odszedł Marek „Marcotic” Kowalski. W październiku tego samego roku zespół wystąpił w Polsce podczas 17 koncertowej trasy „Blitzkrieg II” poprzedzając Vader, Lost Soul i CETI, podczas której zadebiutował nowy basista sesyjny Destroyer. Premiera drugiej płyty w Polsce miała miejsce 9 listopada 2004 roku wraz z piątym numerem Thrash'em All. Natomiast w lutym 2005 roku zespół wziął udział w swojej pierwszej europejskiej trasie koncertowej „The Ultimate Domination Tour 2005” wraz z Decapitated, Hate i Dies Irae w ramach której zagrał 20 koncertów, m.in. w Niemczech, Austrii, Holandii, Włoszech, Szwajcarii. 7 lutego miała miejsce europejska premiera Armageddon’s Evolution, natomiast od 8 marca była dostępna również w Ameryce Północnej.
W 2006 roku w olkuskim Zed Studio we współpracy z realizatorem Tomaszem Zalewskim grupa nagrała trzeci album studyjny. Płyta zatytułowana Neuthrone ukazała się w lipcu 2007 roku. Okładkę wydawnictwa przygotował Michał „Czecza” Czekaj. W ramach promocji do utworu „Humanmeat Cargo” grupa producencka Besz Film zrealizowała teledysk. W maju 2008 roku grupa Crionics zagrała szereg koncertów w Polsce w ramach trasy „Rebel Angels Tour 3”. Podczas koncertów na gitarze basowej sesyjnie zagrał Filip „Heinrich” Hałucha. Natomiast kontuzjowanego Kowalskiego zastąpił Paweł „Paul” Jaroszewicz. Pod koniec roku z zespołu odeszli Michał „Waran” Skotniczny i Maciej Kowalski. Wkrótce potem do zespołu dołączyli: perkusista Paweł „Paul” Jaroszewicz, gitarzysta i wokalista Przemysław „Quazarre” Olbryt znany z występów w Devilish Impressions i Asgaard oraz basista Rafał „Brovar” Brauer. W 2009 roku w nowym składzie formacja nagrała minialbum zatytułowany N.O.I.R.. Gościnnie w nagraniach wzięli udział Wacław „Vogg” Kiełtyka członek Decapitated i Piotr „Peter” Wiwczarek lider formacji Vader. Nowe wydawnictwo ukazało się rok później tylko na terenie Rosji, Ukrainy, Białorusi i Mołdawii nakładem wytwórni MSR Productions. Pod koniec 2010 roku zespół odbył trasę koncertową „Beware Of Your Neck 2010 Tour” w Polsce oraz w krajach nadbałtyckich poprzedzając występy formacji Virgin Snatch i Sadist. W związku ze zobowiązaniami Jaroszewicza wobec formacji Vader, stanowisko perkusisty objął Łukasz „Lucass” Krzesiewicz znany m.in. z Esqarial.

## Dyskografia
Albumy

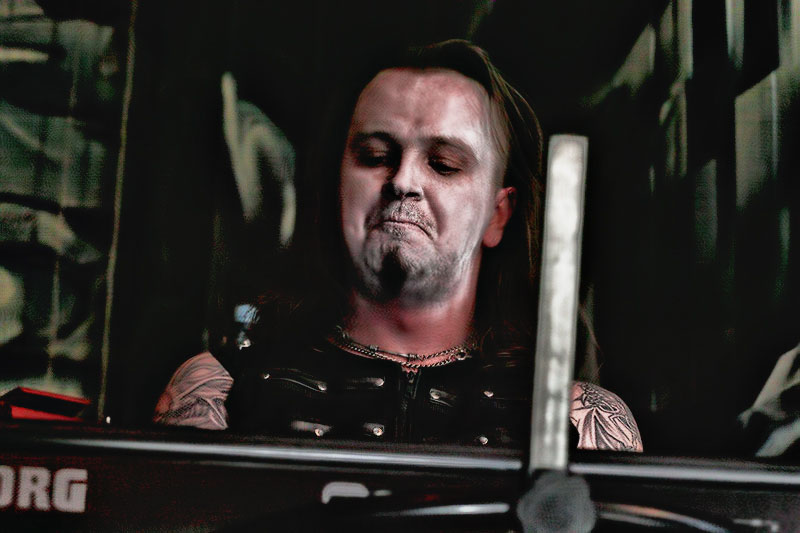
Wacław „Vac-v” Borowiec podczas koncertu we wrocławskim klubie Madness 20 kwietnia 2010

- Human Error: Ways To Selfdestruction (2002, Empire Records; 2004, Candlelight Records)
- Armageddon’s Evolution (2004, Empire Records; 2005, Candlelight Records)
- Neuthrone (2007, Candlelight Records, Mystic Production)

Minialbumy
- Beyond the Blazing Horizon (2000, Demonic Records)
- N.O.I.R. (2010, MSR Productions)

Dema
- Demo '98 (1998, wydanie własne)

## Teledyski
- „Humanmeat Cargo” (2007, realizacja: Besz Film)
- „Scapegoat (Welcome To Necropolis)” (2011, realizacja: Marek Oleksy)[17]